# Transporte en Suiza

La red ferroviaria suiza.

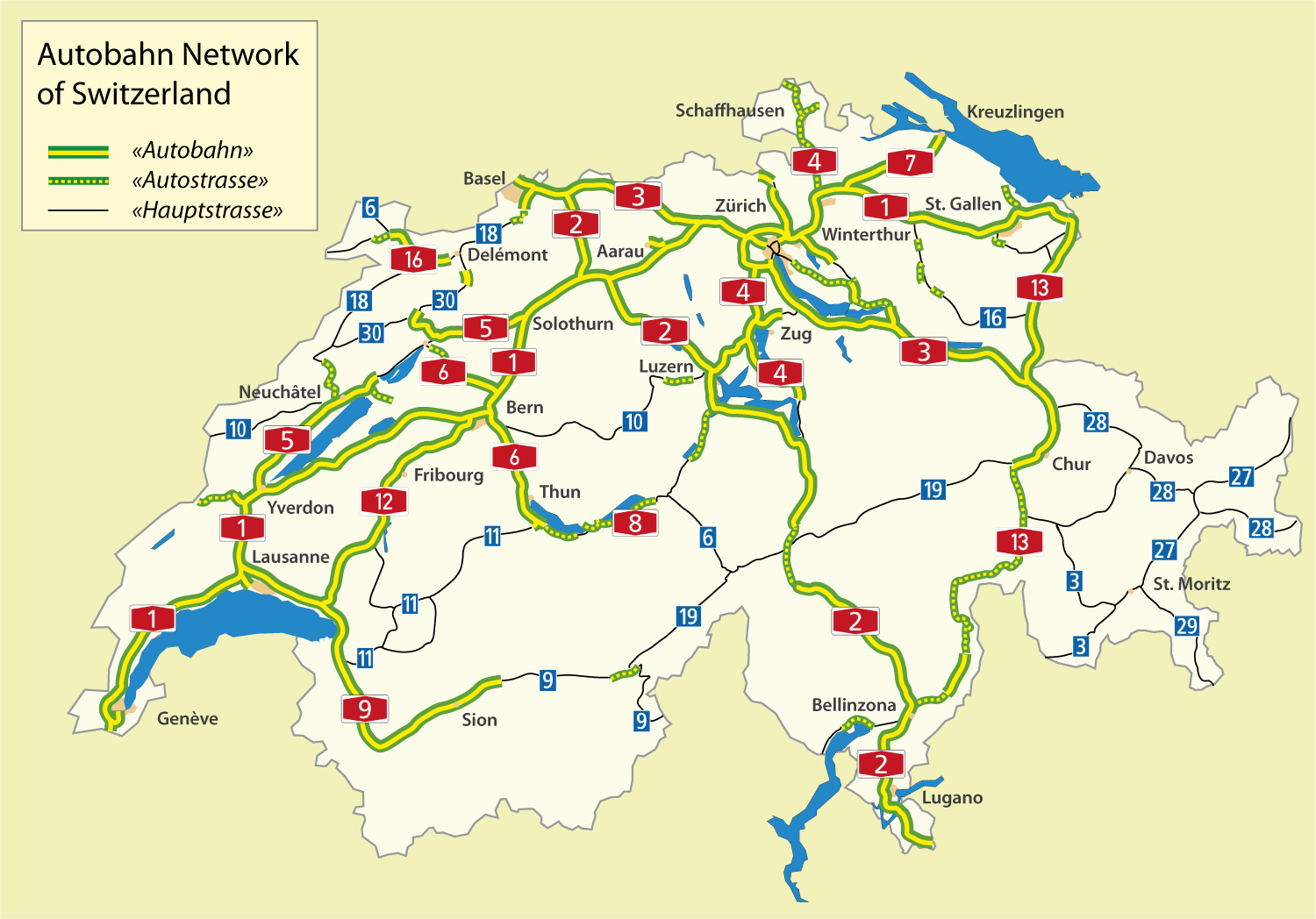
La red de carreteras suiza.

Suiza tiene una densa red de carreteras y ferrocarriles. La red de transporte público suiza tiene una longitud total de 24.500 kilómetros y cuenta con más de 2600 estaciones y paradas.
El cruce de los Alpes es una ruta importante para el transporte europeo, ya que los Alpes separan el norte del sur de Europa. Las rutas ferroviarias alpinas comenzaron en 1882 con el Ferrocarril del Gotardo con su túnel ferroviario de San Gotardo central, seguido en 1906 por el túnel del Simplón y el túnel de Lötschberg en 1913. Como parte del Nuevo Enlace Ferroviario a través de los Alpes (AlpTransit), en 2007 se inauguró el túnel de base de Lötschberg y en 2016 el túnel de base de San Gotardo.
La red de carreteras suiza se financia con peajes e impuestos sobre los vehículos. El sistema de autopistas suizo requiere la compra de una viñeta -que cuesta 40 francos suizos por año natural- para poder utilizar sus carreteras, tanto para los automóviles de pasajeros como para los camiones. La red de autopistas suizas tiene una longitud total de 1638 kilómetros (a fecha del año 2000) y tiene también -con una superficie de 41.290 km²- una de las mayores densidades de autopistas del mundo.
El aeropuerto de Zúrich es la mayor puerta de entrada de vuelos internacionales de Suiza, con 24,9 millones de pasajeros en 2013. El segundo aeropuerto más grande, el Aeropuerto Internacional de Ginebra, recibió a 14,4 millones de pasajeros en 2013 y el tercero más grande, el de Basilea-Mulhouse-Friburgo, a 6,5 millones; ambos aeropuertos son compartidos con Francia.
Suiza ha aprobado miles de millones de francos para mejorar su infraestructura de transporte público. La distribución modal del transporte público es una de las más altas de Europa, con un 21,3% en 2010. En muchas ciudades con una población superior a 100.000 habitantes, la distribución modal del transporte público es superior al 50%.

## Ferrocarriles

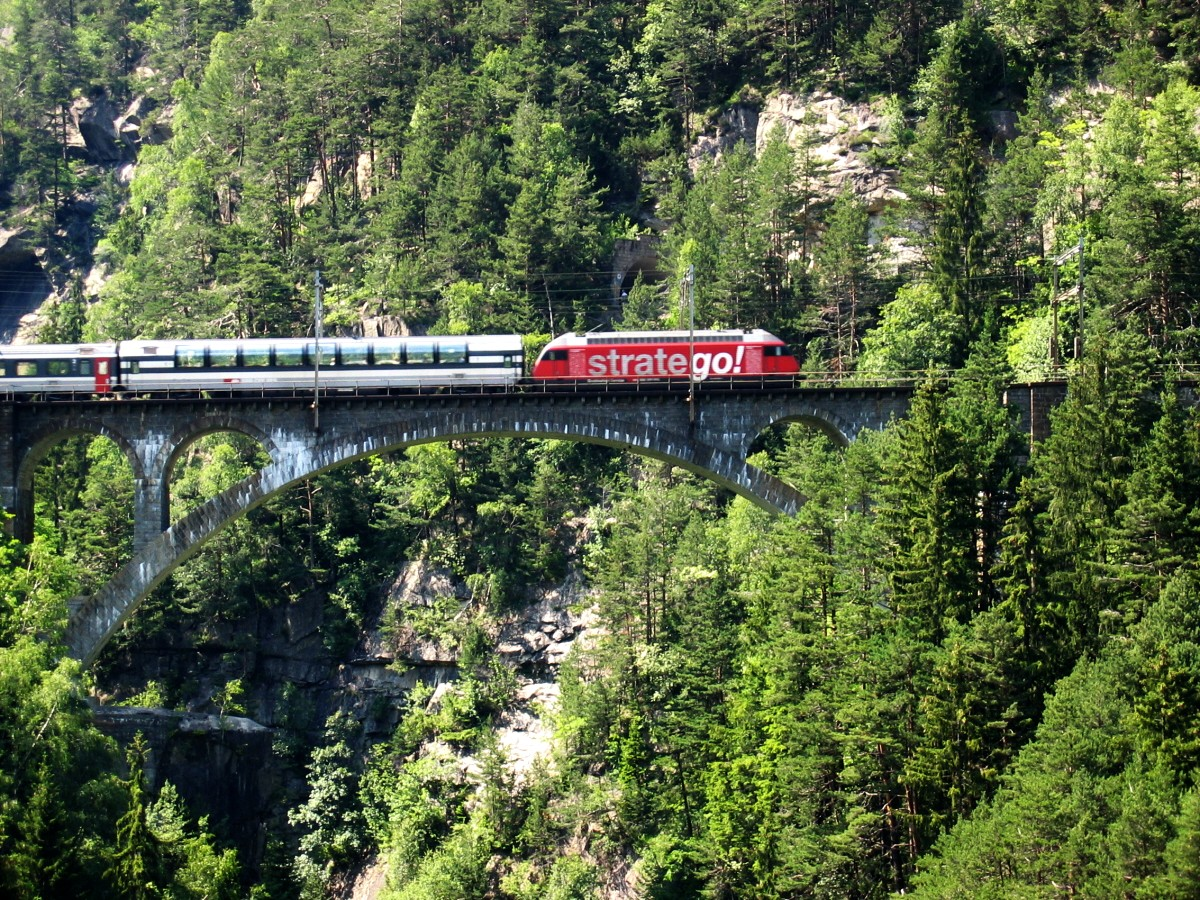
Interurbano en la línea del Gotardo.

Suiza tiene una densidad muy alta de red ferroviaria, con un promedio de 122 km de vía por cada 1.000 km² (promedio de 46 km en Europa). En 2008, cada ciudadano suizo recorrió, en promedio, 2.422 km por ferrocarril, lo que les convierte en los usuarios más frecuentes del transporte ferroviario.
Muchas de las líneas ferroviarias suizas de ancho estándar forman parte del sistema nacional de los Ferrocarriles Federales Suizos, aunque otras líneas de ancho estándar son operadas por empresas independientes como BLS AG. Además, se operan numerosas líneas ferroviarias de vía estrecha, siendo la mayor compañía de este tipo el Ferrocarril Rético. En total se utilizan 5.100 km de red ferroviaria.
Los Ferrocarriles Federales Suizos ofrecen unos 5.000 servicios de trenes de pasajeros que cubren unos 274.000 kilómetros diarios. La mitad de estos servicios ferroviarios son de larga distancia; la otra mitad son servicios regionales y suburbanos. En 2013, 366 millones de pasajeros utilizaron los Ferrocarriles Federales Suizos.
El transporte ferroviario en Suiza incluye también un servicio de transporte en coche y camión (en alemán: Autoverlad) en algunas líneas.

### Tren urbano
Las redes ferroviarias urbanas de cercanías se centran en las principales ciudades del país: Zúrich, Ginebra, Basilea, Berna, Lausana y Neuchâtel.
Lausana es la única ciudad con un sistema de metro (Metro de Lausana), que incluye dos líneas: una es de tren ligero; la otra, un metro totalmente automatizado, inaugurado en 2008. Después de su apertura, Lausana reemplazó a Rennes como la ciudad más pequeña del mundo en tener un sistema de metro completo.

### Maglev
En respuesta a la creciente necesidad de capacidad de transporte y al coste de las infraestructuras en superficie, se ha propuesto y estudiado un sistema de transporte subterráneo. Los trenes utilizarían motor lineal y levitación magnética para alcanzar velocidades de unos 500 km por hora. No es probable que el proyecto se realice en un futuro próximo, pero se ha depositado una licencia de solicitud para una línea de prueba entre Ginebra y Lausana.

### Tren de montaña

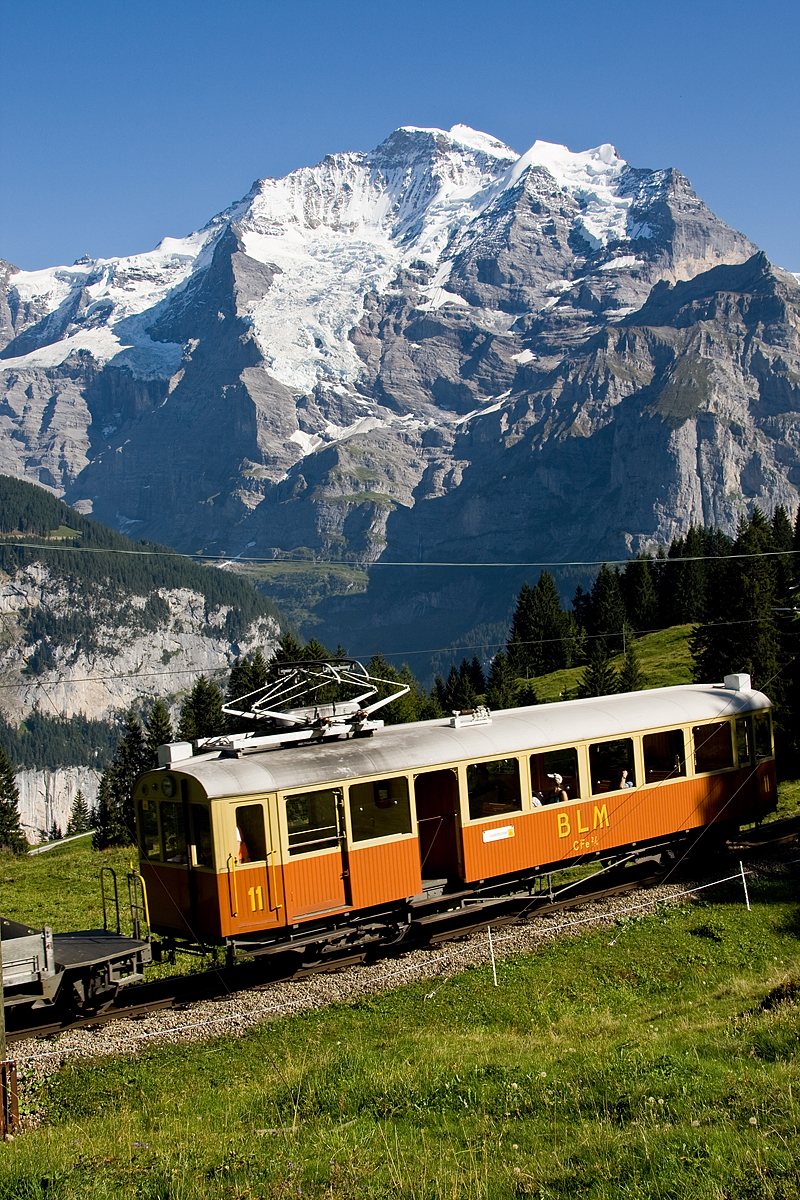
Ferrocarril de montaña Lauterbrunnen-Mürren.

Los trenes no pueden subir pendientes pronunciadas, por lo que es necesario construir grandes cantidades de vías para ganar altura gradualmente. Las travesías a través de los Alpes fueron posibles gracias al uso de túneles circulares ocultos, llamados 'espirales'. En el caso de terrenos extremadamente montañosos, los ingenieros ferroviarios optaron por la construcción más económica de vía estrecha.
Los numerosos viaductos ferroviarios del Ferrocarril Rético del cantón de los Grisones, construidos en su mayor parte a principios del siglo XX, se han convertido en una atracción turística y en un sistema de transporte necesario, atrayendo a entusiastas del ferrocarril de todo el mundo.
Algunos ferrocarriles se construyeron solo con fines turísticos como el Gornergrat o el Jungfraujoch, la estación más alta de Europa en el Oberland bernés, a una altitud de 3.454 metros.

## Carreteras

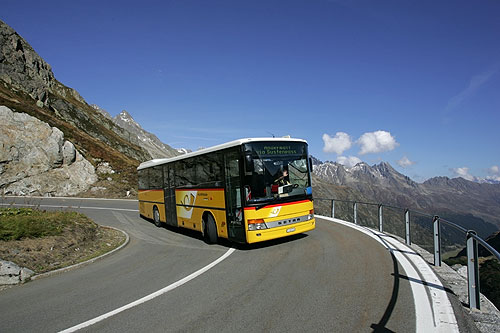
PostAuto en el Puerto de Susten.

Suiza tiene una red de carreteras nacionales de dos carriles. Estas carreteras suelen carecer de una mediana o reserva central. Algunos tramos son de acceso controlado, en los que todo el tráfico debe entrar y salir por rampas y debe cruzar utilizando pasos a desnivel.
Dos de las autopistas importantes son la A1, que va desde Sankt Margrethen, en el cantón de San Galo al noreste de Suiza, hasta Ginebra, en el suroeste de Suiza, y la A2, que va desde Basilea, en el noroeste de Suiza, hasta Chiasso, en el cantón de Tesino, en el sur del país, utilizando el túnel de carretera de San Gotardo.
Autobahn (plural: Autobahnen) es el nombre alemán; en la Suiza francófona se conocen como autoroutes, y en la Suiza italiana como autostrade (singular: autostrada). Las autopistas suizas tienen un límite de velocidad general de 120 km/h.

### Transporte de pasajeros por carretera
Los servicios locales de autobús cubren todo el país. Los PostAuto cubren las zonas urbanas más pequeñas y todas las regiones no conectadas a la red ferroviaria.
Suiza también cuenta con una red bien desarrollada de coches compartidos organizada por la cooperativa Mobility Carsharing.

## Ciclismo
El ciclismo está incluido y promovido en la constitución suiza desde 2018. Concretamente, las autoridades deben desarrollar carriles bici e infraestructuras relacionadas.
La tendencia asiática de compartir la bicicleta llegó a Suiza en 2017 con nuevas empresas emergentes como oBike, PubliBike y Smide. La empresa oBike, con sede en Singapur, comenzó a operar en la ciudad de Zúrich el 5 de julio de 2017.

## Transporte aéreo
- 64 (2012)

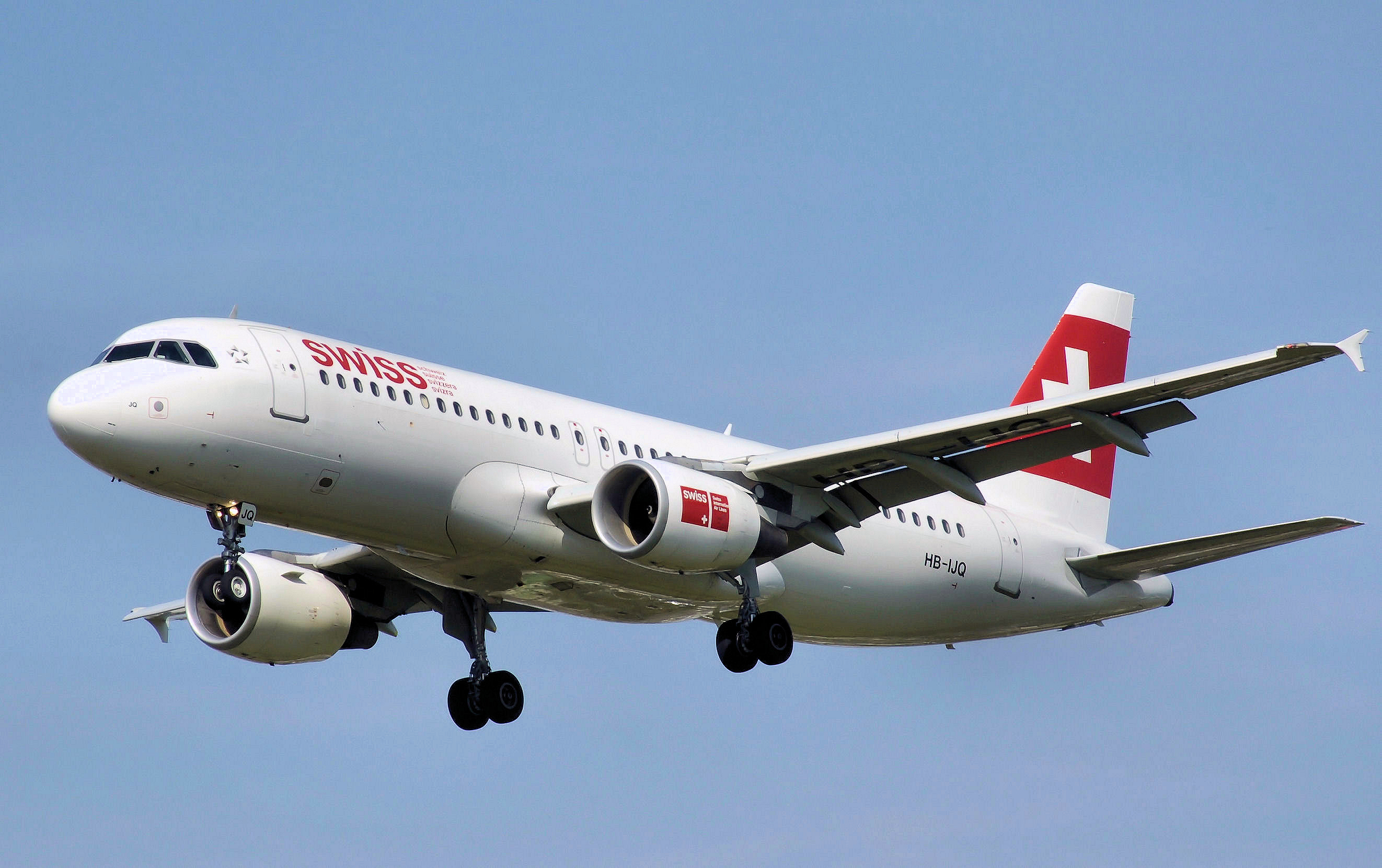
Airbus A320-200 de la aerolínea nacional Swiss International Air Lines.

- Aeropuertos con pistas pavimentadas
  - Total: 41
  - De más de 3.047 m: 3
    - Aeropuerto Internacional de Zúrich
    - Aeropuerto Internacional de Ginebra
    - Aeropuerto de Basilea-Mulhouse-Friburgo

  - 2.438 a 3.047 m: 2
  - 1.524 a 2.437 m: 13
  - 914 a 1.523 m: 6
    - Aeropuerto de Berna
    - Aeropuerto de Lugano

  - De menos de 914 m: 17 (2012)
- Aeropuertos con pistas sin pavimentar:
  - Total: 23
  - De menos de 914 m: 23 (2012)
- Helipuertos: 1

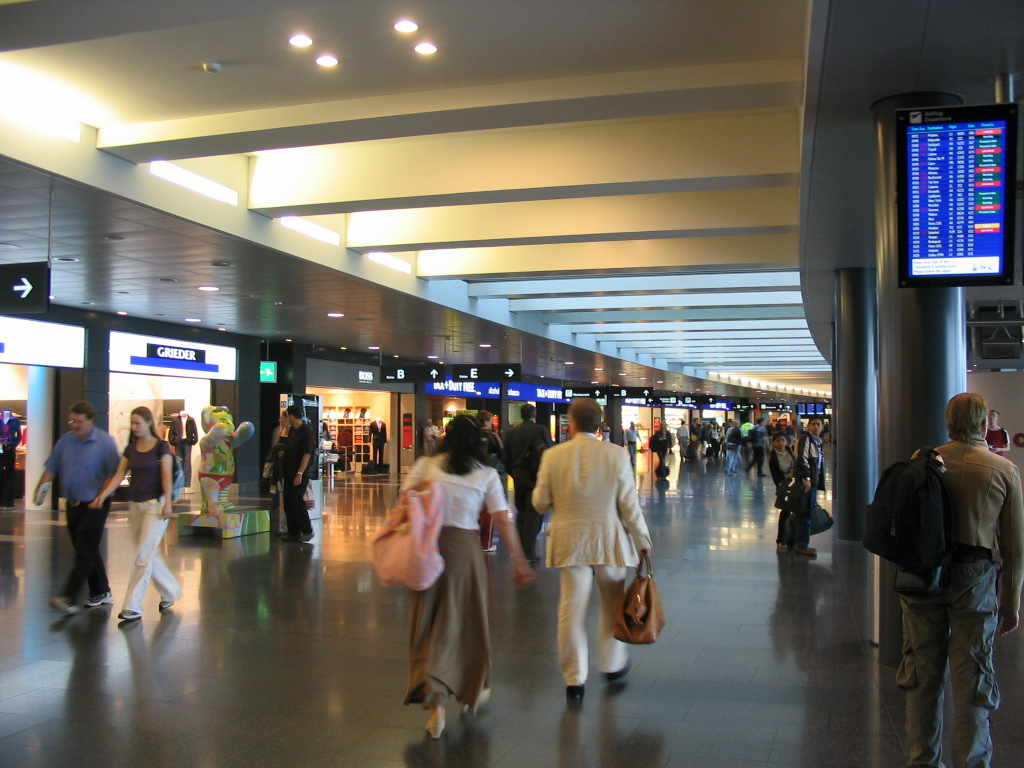
Interior del Aeropuerto de Zúrich

El Aeropuerto de Zúrich (IATA: ZRH, OACI: LSZH), también llamado Aeropuerto de Kloten, situado en Kloten, cantón de Zúrich, es la mayor puerta de entrada de vuelos internacionales de Suiza y el centro de operaciones de Swiss International Air Lines y Lufthansa. En 2016, el aeropuerto atendió a 27,6 millones de pasajeros. En 2003, Zurich International completó un proyecto de expansión en el que construyó un aparcamiento, una terminal de medio campo y un tren subterráneo automatizado para trasladar a los pasajeros entre el complejo de la terminal existente y la nueva terminal. Zurich International perdió tráfico cuando Swissair suprimió sus operaciones. Cuando Lufthansa se hizo cargo de su sucesora Swiss International Air Lines (SWISS), el tráfico volvió a crecer.
La estación de tren del aeropuerto de Zúrich (Zürich Flughafen) está debajo de la terminal. Hay trenes a muchas partes de Suiza; servicios frecuentes de S-Bahn, además de servicios directos Inter-regio e interurbanos a Winterthur, Berna, Basilea y Lucerna (Luzern). Cambiando de tren en la estación central de Zúrich se puede llegar a muchos otros lugares de Suiza en pocas horas.
El segundo aeropuerto más grande del país, el Aeropuerto de Ginebra (IATA: GVA, OACI: LSGG), recibió a 16,5 millones de pasajeros en 2016. El aeropuerto tiene una sola pista, la más larga de su tipo en Suiza con 3.900 metros, construida en 1960. La pista pudo ser construida tras un acuerdo con Francia para intercambiar un pedazo de territorio, ya que de otra manera no cabría completamente en Suiza. En compensación, el aeropuerto tiene un sector francés en sus terminales, por lo que los vuelos que entran/salen de/hacia Francia se consideran nacionales y una carretera segregada conduce al aeropuerto desde Francia sin pasar por la aduana suiza.
En 1996 se produjo un cambio de rumbo cuando Swissair decidió abandonar todas las rutas intercontinentales que partían de Ginebra, salvo las de Nueva York y Washington (es decir, todos sus destinos africanos). El aeropuerto pidió entonces al Gobierno Federal suizo que aplicara una política de cielos abiertos para Ginebra y suprimiera el monopolio legal de que gozaba Swissair. Con arreglo a la política de cielos abiertos, el aeropuerto de Ginebra atiende ahora a más de 110 destinos directos de más de 55 líneas aéreas. Es el principal centro de operaciones de easyJet Switzerland y un aeropuerto de referencia para las líneas aéreas internacionales suizas, así como sede de la oficina ejecutiva de la IATA.

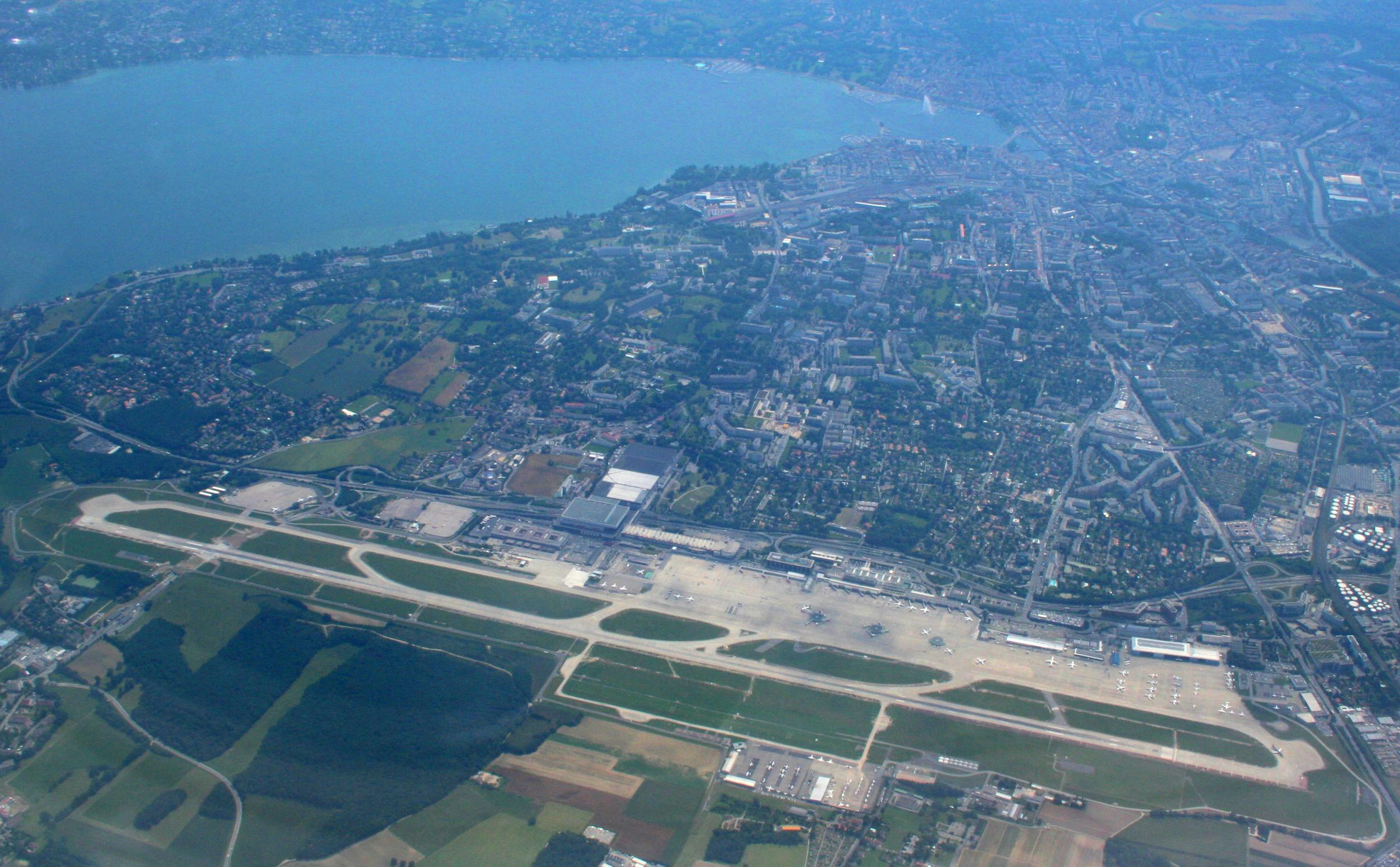
Vista aérea del aeropuerto de Ginebra

El acceso por carretera al aeropuerto se realiza a través de las autopistas: está directamente conectado con el resto de Suiza por la autopista A1 y con Francia a través de la A40. Tiene su propia estación de ferrocarril, la estación de Ginebra-Aeropuerto, de los Ferrocarriles Federales Suizos y situada justo al lado de la terminal principal, con trenes que parten regularmente al resto de Suiza, hacia Neuchâtel, Lausana-Friburgo-Berna-Zúrich y Lausana-Vevey-Montreux-Sion-Brig y parando en todos los casos en la estación de ferrocarril principal de Ginebra, situada en el centro de la ciudad, que está a solo 7 minutos del aeropuerto en tren.
La estación de tren de Ginebra también está conectada con Francia a través del HSR y, desde 2019, disfruta de una nueva red ferroviaria suburbana que cubre gran parte de la ciudad y la conecta con sus vecinos del sur de Francia (el ferrocarril CEVA). El aeropuerto también cuenta con varias líneas de transporte público ginebrinas, como la línea 10 del tranvía. El transporte público a la ciudad es gratuito durante los primeros 80 minutos para los pasajeros que salen del aeropuerto (los billetes se pueden obtener en la zona de recogida de equipajes).
El tercer aeropuerto suizo más grande es el de Basilea-Mulhouse-Friburgo, que en 2016 recibió a 7,3 millones de pasajeros y está situado íntegramente en territorio francés.

## Transporte acuático

### Vías navegables interiores
- 65 km; Rin (Basilea a Rheinfelden, Schaffhausen a Bodensee)
- 12 lagos navegables
- El Canal de Navegación de Interlaken
- El Canal Nidau-Büren
- El Canal de Thun

### Puertos y muelles
Suiza es un país sin litoral y solo tiene algunos pequeños puertos en sus ríos, como el puerto de Basilea.

### Marina mercante
- Total: 38 barcos (1.000 GT o más) 597.049 GT/1.051.380 toneladas de peso muerto (TPM).
- Buques por tipo: 19 graneleros, 9 de carga, 5 quimiqueros, 4 de contenedores, 1 petrolero.

### Líneas de navegación en lagos
- Compagnie Générale de Navigation sur le lac Léman en el lago Lemán
- Zürichsee-Schifffahrtsgesellschaft en el lago de Zúrich
- Società Navigazione del Lago di Lugano en el lago de Lugano

## Ductos
En 2010, Suiza tenía 1.681 kilómetros de gasoductos de gas natural, 95 kilómetros de oleoductos de petróleo crudo y 7 kilómetros (4,3 millas) de tuberías de productos refinados.

## Supervisión
El sistema de transporte suizo es supervisado por varias oficinas del Departamento Federal del Medio Ambiente, Transportes, Energía y Comunicación. Sus oficinas principales son las siguientes:
- Oficina Federal de Aviación Civil, que se encarga de la aviación civil.
- Oficina Federal de Transportes, que se encarga del transporte público y de mercancías, que abarca el transporte ferroviario, los teleféricos, los barcos, los tranvías y los autobuses.
- La Autoridad Federal de Carreteras, que es responsable de las carreteras.

### Citas
1. ↑  «Alptransit: Overview». www.alptransit-portal.ch. Archivado desde el original el 16 de septiembre de 2016. Consultado el 14 de diciembre de 2020.
2. ↑  «Statistikbericht 2012 der Flughafen Zürich AG». Archivado desde el original el 3 de septiembre de 2019.
3. ↑  «Modal split of inland passenger transport, 2000 and 2010 (% of total inland passenger-km) - Statistics Explained». ec.europa.eu. Consultado el 14 de diciembre de 2020.
4. ↑  «Rail - Switzerland - Information». Archivado desde el original el 27 de mayo de 2013.
5. ↑  «BAV - Schienenverkehr». Archivado desde el original el 15 de agosto de 2010.
6. ↑  «Bikes coast into Swiss constitution with clear voter support». SWI swissinfo.ch (en inglés). Consultado el 14 de diciembre de 2020.
7. ↑  «Plötzlich hat Zürich einen mobilen Veloverleih - News Zürich: Region - tagesanzeiger.ch». Archivado desde el original el 21 de julio de 2017.
8. 1 2 3  «Statistique de l'aviation civile suisse 2016 - 5. Passagers - 1950-2016 | Tableau |». Archivado desde el original el 24 de abril de 2018.